# Stefanův–Boltzmannův zákon
Stefanův–Boltzmannův zákon publikovaný roku 1879 Ludwigem Boltzmannem a Jožefem Stefanem popisuje celkovou intenzitu záření absolutně černého tělesa. Tento zákon říká, že intenzita vyzařování roste se čtvrtou mocninou termodynamické teploty zářícího tělesa.
{\displaystyle I=\sigma T^{4}}
- I – celková intenzita záření (podíl výkonu a plochy) [W·m−2]
- {\displaystyle \sigma =5{,}670\,374\,419\cdot 10^{-8}{\rm {W\,m^{-2}\,K^{-4}}}} – Stefanova–Boltzmannova konstanta
- T – termodynamická teplota [K]

Pro „šedé těleso“ lze Stefanův–Boltzmannův zákon psát jako
{\displaystyle I=\epsilon \sigma T^{4}}
kde {\displaystyle \epsilon } je emisivita povrchu tělesa.

## Tabulka
Tabulka ukazuje příklady hodnot měrného výkonu (intenzity záření) pro některé teploty:
| Teplota [°C] | Teplota [K] | Intenzita [W·m−2] | Poznámka |
| ------------ | ----------- | ----------------- | --- |
| 0            | 273,15      | 315,6             | teplota tání ledu |
| 100          | 373,15      | 1100              | teplota varu vody |
| 120,85       | 394         | 1366              | solární konstanta ve vzdálenosti 1 AU od Slunce, tuto teplotu by měla černá deska kolmá ke Slunci, kdyby mohla vyzařovat jen osluněnou stranou |
| 5507         | 5780        | 6,33×107          | povrch Slunce |

## Odvození
Vyjdeme z Planckova vyzařovacího zákona:
{\displaystyle {\rm {d}}I(\omega )={\frac {\hbar }{4\pi ^{2}c^{2}}}{\frac {\omega ^{3}}{e^{\frac {\hbar \omega }{kT}}-1}}\mathrm {d} \omega },
v němž veličina {\displaystyle I(\omega )} je intenzita záření absolutně černého tělesa na dané frekvenci {\displaystyle \omega }. Celkovou intenzitu záření {\displaystyle I} vyzařovanou napříč spektrem pak získáme integrací přes všechny možné úhlové frekvence záření:
{\displaystyle I=\int _{0}^{+\infty }{\frac {\mathrm {d} I(\omega )}{\mathrm {d} \omega }}\mathrm {d} \omega ={\frac {\hbar }{4\pi ^{2}c^{2}}}\int _{0}^{+\infty }{\frac {\omega ^{3}\mathrm {d} \omega }{e^{\frac {\hbar \omega }{kT}}-1}}}.
Integrál v tomto výrazu zjednodušíme substitucí {\displaystyle x={\frac {\hbar \omega }{kT}}}, podle které {\displaystyle \omega ={\frac {kT}{\hbar }}x} a {\displaystyle \mathrm {d} \omega ={\frac {kT}{\hbar }}\mathrm {d} x}:
{\displaystyle I={\frac {\hbar }{4\pi ^{2}c^{2}}}\int _{0}^{+\infty }{\frac {x^{3}\mathrm {d} x}{e^{x}-1}}{\frac {k^{4}T^{4}}{\hbar ^{4}}}}.
Hodnota určitého integrálu z tohoto výrazu je {\displaystyle \int _{0}^{+\infty }{\frac {x^{3}\mathrm {d} x}{e^{x}-1}}={\frac {\pi ^{4}}{15}}}, takže
{\displaystyle I={\frac {\pi ^{2}k^{4}}{60\hbar ^{3}c^{2}}}\,T^{4}=\sigma T^{4}}.